# Ángela Molina
Ángela Molina Tejedor, född 5 oktober 1955 i Madrid, är en spansk skådespelerska och dansare.

## Utmärkelser
Molina har bland annat vunnit David di Donatello för bästa kvinnliga skådespelare 1986 för Camorra och en Heders-Goya 2021.

## Roller i urval
- 1977 – Begärets dunkla mål
- 1979 – Sabina
- 1986 – Camorra
- 1986 – Streets of Gold
- 1991 – Mannen som förlorade sin skugga
- 1992 – 1492 – den stora upptäckten
- 1997 – Köttets lustar
- 2002 – Piedras - livets labyrint
- 2006 – Dold identitet
- 2009 – Brustna omfamningar
- 2012 – Blancanieves